# 筛草
筛草，又名蒒草、蒒草、砂砧薹草，为莎草科薹草属的植物，原生範圍北起俄羅斯遠東與日本，經朝鮮半島、中国大陆東部（黑龍江、遼寧、河北、山東、江蘇、安徽、浙江），南抵臺灣，生長於低海拔的河湖沿岸與海灘，目前已被引入美國的東岸與西岸。種小名 kobomugi 係由其和名「弘法麥」（日语：／ kōbōmugi）轉寫而來。